# 趙C案
趙C案是中國大陸於2006年因姓名問題未获准换发身分證导致的行政诉讼案件，已於2009年因和解而結束。

## 简介
趙C，1986年7月18日出生，中國江西鹰潭人，男性；其父亲赵志荣是一名律师，使用一個英文字母「C」作为孩子的名字。趙志榮表示，為兒子取這名字是希望兒子學好汉语的同时，也把英文学好。此外中國的英語“China”的開首为C，而且以「C」开头的单词最多，寓意“人丁兴旺”，於是取名字「赵C」。
2005年，趙C以此名字申請第一代中华人民共和国居民身份证成功。2006年8月，趙C申请更換第二代中华人民共和国居民身份证，卻遭当地公安机关拒絕。2007年7月6日，他再次向公安部门申请继续使用该姓名，当年11月9日遭到公安部门驳回，并要求其更名。於是，他於2008年1月4日入禀鹰潭市月湖区人民法院，狀告鷹潭市公安局月湖分局，2008年6月6日，法院一审判决赵C勝訴，并要求公安部门限期办结其身份证申请。公安机关选择就此上訴；2009年2月27日，双方在法庭庭外和解，赵C将用规范汉字更改名字，鹰潭市月湖区公安分局将免费为赵C办理更名手续。。

## 相关
- Brfxxccxxmnpcccclllmmnprxvclmnckssqlbb11116
- 惡魔命名騷動

## 外部連結
- 赵C姓名权官司二审判决要求更改名字 （页面存档备份，存于）
- “赵Ｃ姓名权”官司引发中国民众对规范行使姓名权的关注和热议 (2013年7月8日查阅)
- “赵C”胜诉 “陈u优”父母欲效仿争回姓名权